# (28538) Ruisong
(28538) Ruisong est un astéroïde de la ceinture principale d'astéroïdes.

## Description
(28538) Ruisong est un astéroïde de la ceinture principale d'astéroïdes. Il fut découvert le 29 février 2000 à Socorro (Nouveau-Mexique) par le projet LINEAR. Il présente une orbite caractérisée par un demi-grand axe de 2,35 UA, une excentricité de 0,14 et une inclinaison de 6,9° par rapport à l'écliptique.

## Compléments